# AMD
AMD (МФА [eɪ.em.ˈdiː]; от англ. Advanced Micro Devices — продвинутые микроустройства) — американский производитель интегральных микросхем и электроники, один из крупнейших производителей центральных процессоров, графических процессоров и адаптеров (после приобретения ATI Technologies в 2006 году), а также чипсетов.
С 2009 года не имеет собственного микроэлектронного производства и размещает заказы на мощностях других компаний. В роли постоянного партнёра — производственного подрядчика для производства своих чипов использует компании GlobalFoundries, и с 2018 года TSMC. 
Стратегическими партнёрами AMD на рынке персональных компьютеров и серверов являются такие компании, как HP Inc., Dell, Acer, Fujitsu, Fujitsu Technology Solutions и IBM. В сфере сетевых продуктов — Bay Networks, Cabletron Systems, Cisco. На рынке телекоммуникационных систем — Nokia, AT&T, Ericsson, NEC, Siemens, Sony. Главные конкуренты AMD: Intel (производство процессоров и чипсетов; при этом компании имели несколько совместных проектов) и Nvidia (производство графических процессоров).

## История

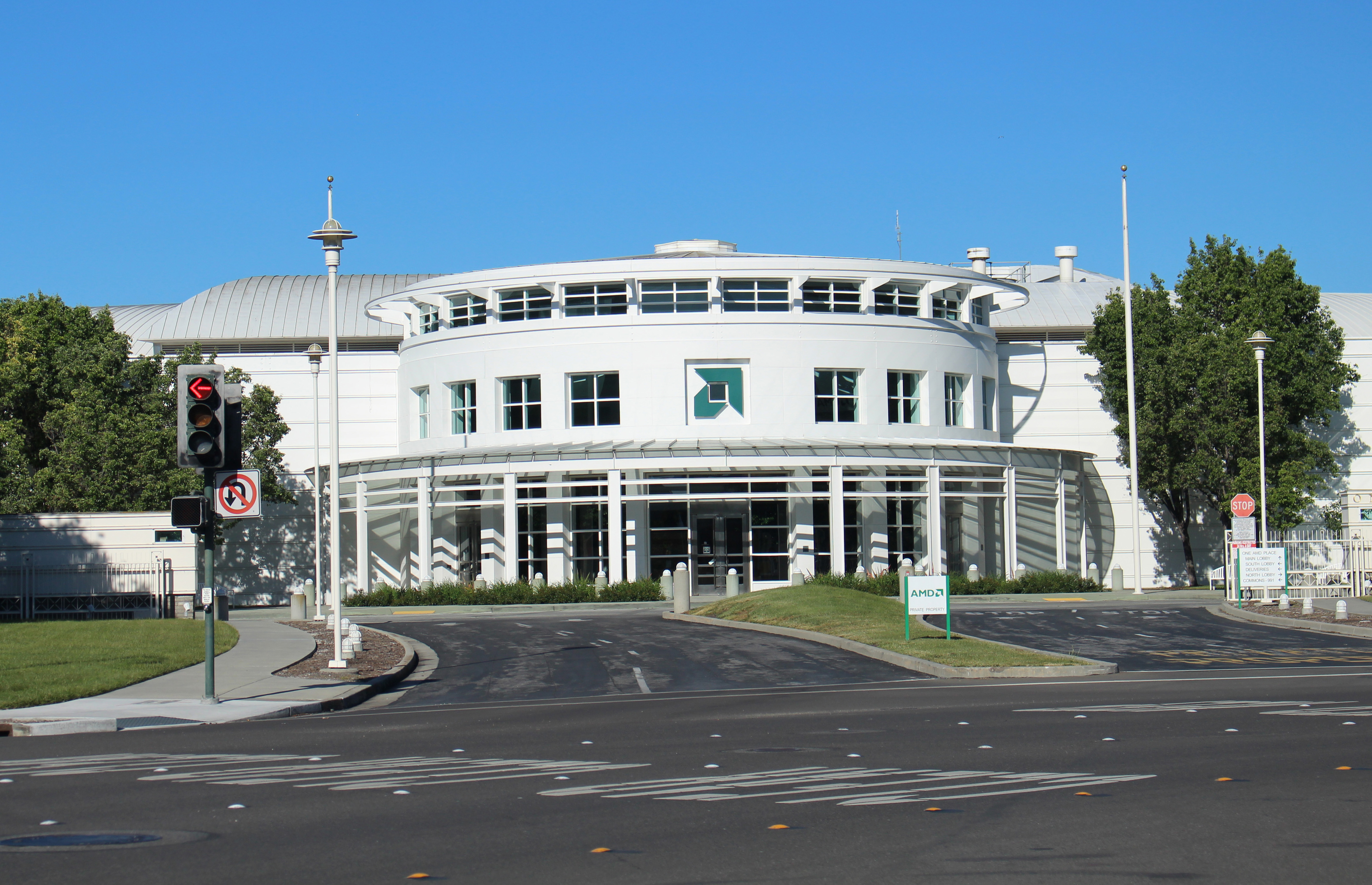
Бывшая штаб-квартира AMD в Саннивейле, Калифорния (демонтирована в 2019 году)

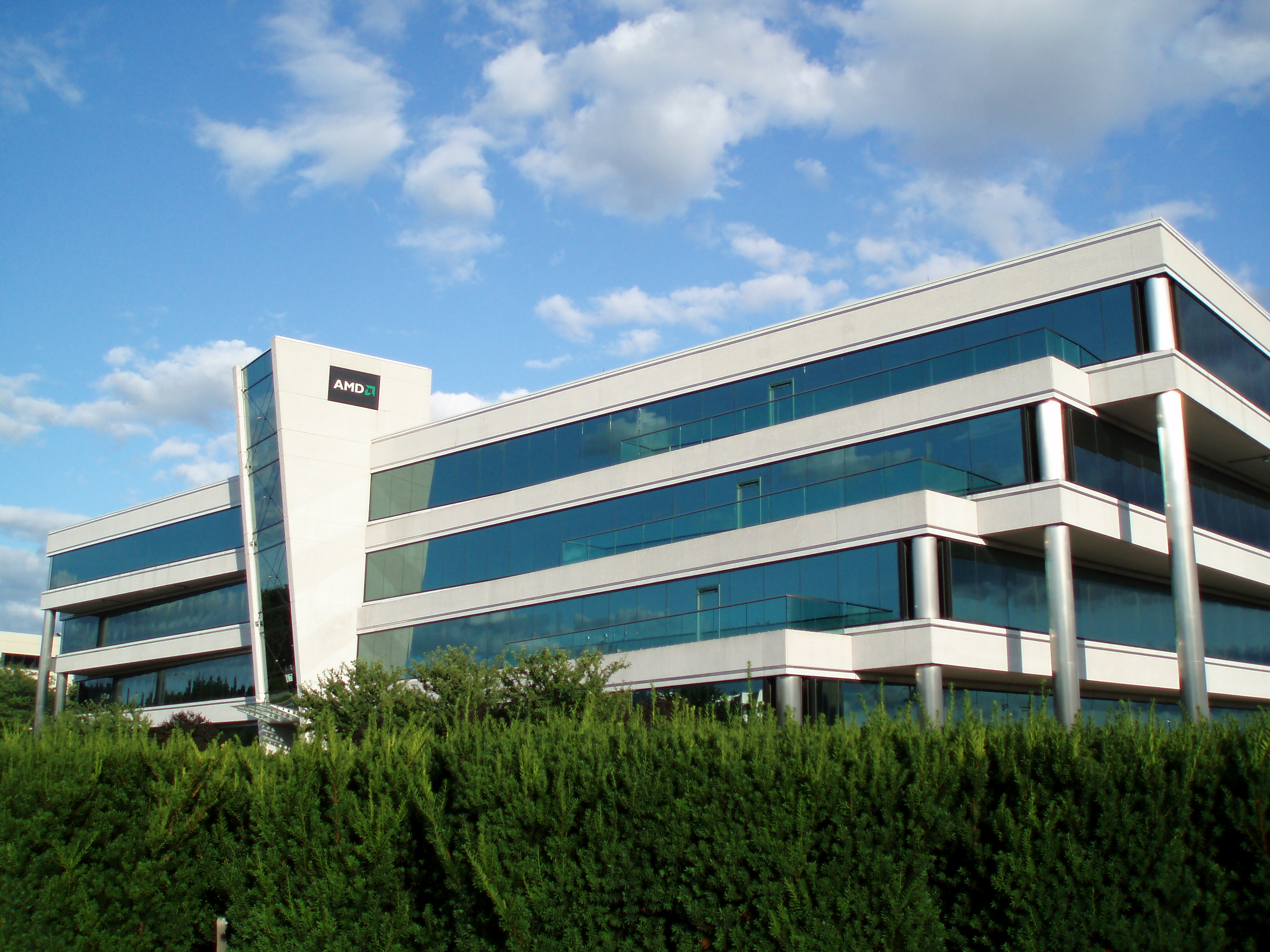
Кампус AMD и по совместительству штаб ATI

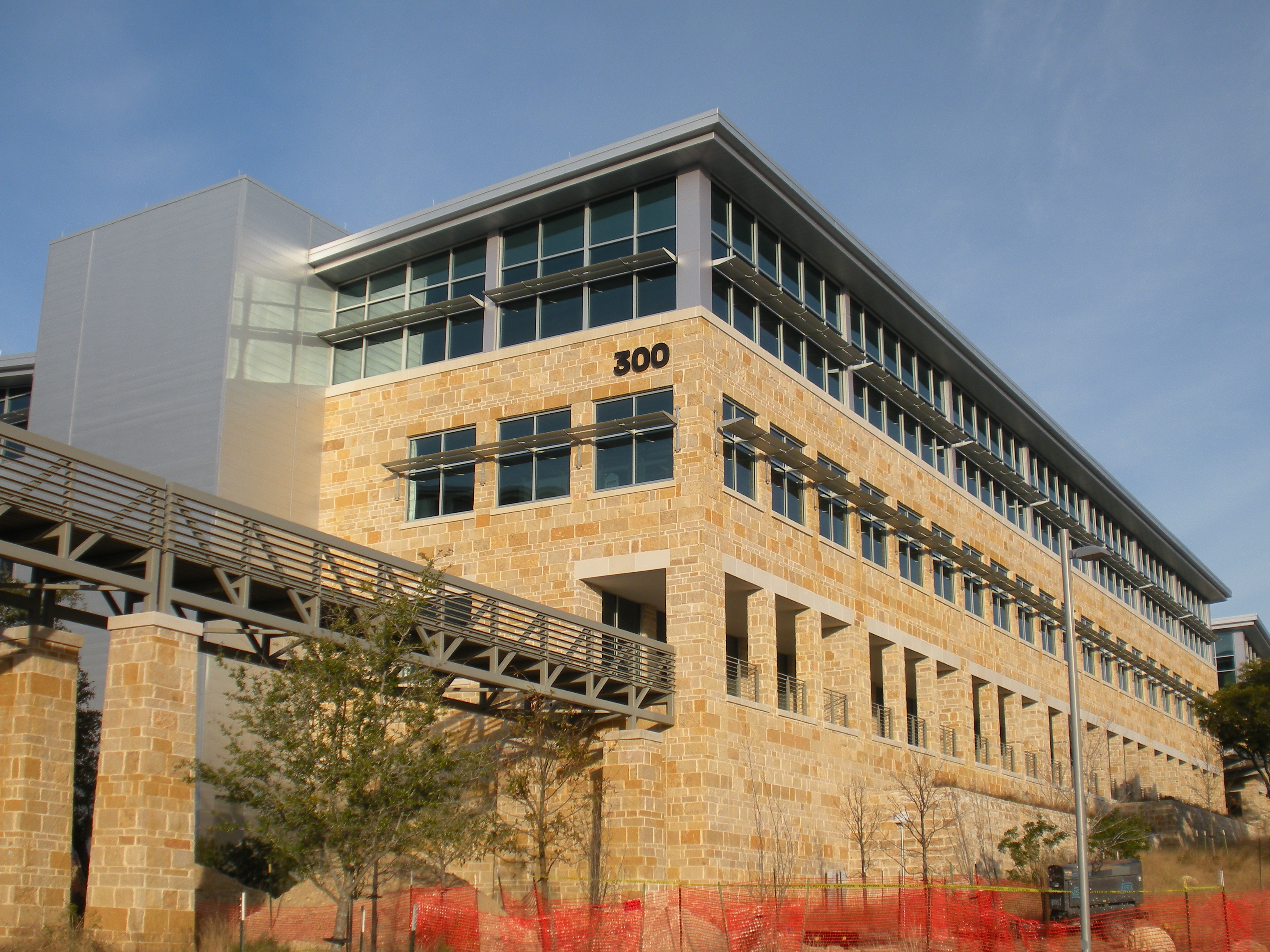
Штаб AMD в Техасе

### Корпоративная история
Основана 1 мая 1969 года Джерри Сандерсом вместе с семью его коллегами — выходцами из компании Fairchild Semiconductor. Стартовый капитал составлял 100 тыс $. Компания начала свою деятельность как производитель логических интегральных микросхем.
Первым микропроцессором стал Am9080 — клон Intel 8080, созданный путем реверс-инжиниринга и выпущенный в 1975 году. После того, как Intel добавила микрокод в свои процессоры в 1976 году между AMD и Intel было заключено кросс-лицензионное соглашение, в результате которого начиная с октября 1976 года была предоставлена лицензия на авторские права на микрокод в микропроцессорах и периферийных устройствах.
В 1975 году AMD выпускает первую микросхему RAM AM1902.
24 июля 2006 года объявлено о поглощении ATI Technologies за 5,4 млрд $, сделка завершена 24 октября 2006 года.
По сообщениям, в декабре 2006 года AMD вместе со своим главным конкурентом в области графики Nvidia получили повестки в суд от Министерства юстиции США из-за подозрений в нарушении антимонопольного законодательства в области производства видеоплат, в частности, в ценовом сговоре.
В октябре 2008 года AMD объявила о планах создания совместного предприятия с Advanced Technology Investment, инвестиционной компанией, созданной правительством Абу-Даби. В это новое совместное предприятие, названное GlobalFoundries, было выделено производственное подразделение AMD — все фабрики и полупроводниковые производства компании. Это позволило AMD стать бесфабричной компанией и сконцентрироваться исключительно на проектировании и разработке микросхем.
В начале 2012 года за 334 млн $ AMD купила компанию SeaMicro — производителя ультракомпактных и энергоэффективных серверов со сверхплотным размещением многопроцессорных конфигураций, которому принадлежала интеллектуальная собственность на сетевую коммутирующую архитектуру межпроцессорных соединений Freedom Fabric.
27 октября 2020 года корпорация AMD объявила о слиянии с компанией Xilinx — крупнейшим производителем программируемых логических интегральных схем (ПЛИС). Сумма этой сделки предположительно составит 35 млрд $, в итоге которой появится объединённая компания, 74 % которой будет принадлежать AMD, тогда как акционеры Xilinx будут владеть оставшейся 26-процентной долей. Руководить объединённой компанией будет глава AMD Лиза Су. При этом состав совета директоров компании пополнится представителями Xilinx, а действующий руководитель этой компании Виктор Пэн перейдёт на пост президента AMD, отвечающего за профильный бизнес. 14 февраля 2022 года корпорация AMD завершила слияния с компанией Xilinx и его предполагаемая цена составила за $50 млрд.
В апреле 2022 года AMD за 1,9 млрд $ купила разработчика сетевого оборудования для дата-центров Pensando Systems, одного из пионеров в разработке DPU.
В августе 2024 года был поглощён производитель серверов ZT Systems, сумма сделки составила 4,9 млрд долларов.

### Процессоры
В 1969 году AMD представила чип-регистр Am9300 и процессор Am2501. В 1975 году, подписав кросс-лицензионное соглашение с Intel, AMD представляет свой процессор 8080, аналог был совместим с оригиналом по набору команд. Затем компания выпустила первую плату оперативной памяти Am1902. Процессор собственной разработки Am2900 имел хорошие характеристики для своего периода (высокая скорость работы, уменьшенное тепловыделение, программируемые инструкции для приложений).
В 1984 году фирма включена в рейтинг «Сто лучших компаний США».
В 1991 году выпустила аналог i386 — Am386, а в 1993 году — процессор Am486. В 1993 году в результате сотрудничества с Fujitsu освоила производство флеш-памяти, а также техпроцесс менее одного микрона. В 1995 году, два года спустя выхода процессора Pentium от Intel, AMD выпустила его аналог — AMD K5. Впоследствии его сменил AMD K6-2 с технологией 3DNow!.
В первой половине 1999 года компания начала поставки процессоров K6-III (К6-3D+) с разъёмом Socket 7. Главная особенность — встроенная кеш-память второго уровня 256 КБ (L1-кеш остался 64 КБ, что вдвое больше, чем Pentium III), работающая на полной частоте ядра (ранние Pentium III в конструктиве SECC 2 на половине частоты ядра), а кеш-память, установленная на материнской плате, рассматривается как кеш третьего уровня. Тактовые частоты 400—500 МГц.
Долго оставаться в Socket 7 процессоры от AMD не могли, так как предел его возможностей уже был достигнут. 23 июня 1999 года были представлены модели AMD Athlon 500, 550, 600, изготовленные по 0,25-микронной технологии в новом корпусе Slot A (чуть более тонкий картридж по сравнению с Slot 1).
После этого компания выпустила ещё несколько процессоров с более высокой частотой. 29 ноября 1999 года были выпущены процессоры Athlon с частотами от 550—800 МГц, изготовленные по технологии 0,18 мкм (чтобы отличать, они именовались Model 1 — 0,250 микрона и Model 2 — 0,180 микрона). Основные характеристики: внутренняя архитектура — типа RISC; 3 конвейера для целочисленных вычислений и 3 для операций с плавающей точкой; добавлены новые команды в блок 3DNow! (Enhanced 3DNow!); L1-кеш — 128 КБ (64+64), L2-кеш — 512 КБ (в перспективе до 8 МБ) расположен в отдельных микросхемах рядом с процессором и работает на частоте равной половине частоты ядра, поддерживает ECC-механизм; многопроцессорность — теоретически до 14 процессоров на одной шине; системная шина — 100 МГц, но работает по обоим фронтам сигнала, результирующая 200 МГц.
В январе 2000 года президентом и главным управляющим стал Гектор Руис.
Переход на технологию 0,180 мкм для AMD состоялся летом 2000 года разработкой ядра Thunderbird. Для процессоров Athlon AMD разработан новый разъём Socket A (Socket 462 в виде микросхемы); первый Athlon содержал 37 млн транзисторов, L1-кеш — 128 КБ, L2-кеш (расположенный на кристалле процессора) — 256 КБ, работал на шине 200 МГц (2×100). Последующие модели перешли на шину 266 МГц (2×133). Набор команд — x86, MMX, Enhanced 3DNow!
В ядре Athlon 4 появился блок аппаратной предвыборки данных. Изменения коснулись SIMD-инструкций 3DNow! третья версия этих инструкций получила наименования «3DNow! Professional», для управления энергопотреблением в процессоре впервые реализована технология PowerNow! также в ядре Athlon 4 появился встроенный в кристалл процессора диод для измерения температуры.
В 2000 году выпущен процессор Duron 1 и 1,1 ГГц (позже — 1,2 ГГц) на ядре Morgan (переработанное Palomino). Процессор получил поддержку усовершенствованного набора инструкций 3DNow! Professional, а также инструкций SSE. Ядро Morgan получило механизм предсказания переходов (процессор пытается предсказать, какие данные ему могут потребоваться) и буфер преобразования адреса (кэширование адресов памяти).
В 2002 году компания объявила о переходе на технологию 0,130 мкм и о внедрении технологии SOI («кремний на изоляторе»). В апреле 2002 года компания выпустила процессор Alchemy Au1100, который должен был конкурировать с Intel XScale. В начале лета 2002 года были объявлены более совершенные Athlon XP 2100+ и 2200+ на 0,130-микронном ядре Thoroughbred. Отличается от Palomino только технологией 0,130 микрона.
10 февраля 2003 компания выпустила Athlon XP 3000+, 2800+ и 2500+ на ядре Barton с увеличенной вдвое кеш-памятью второго уровня (L2 — 512 КБ). Само вычислительное ядро процессора никаких существенных изменений не претерпело, то есть, по сути, мы имеем тот же самый Thoroughbred ревизии B с добавленной памятью. С новым объёмом кеша AMD пересчитывает рейтинг своих процессоров 3000+ на Barton — реально работает на частоте 2167 МГц и 2700+ Thoroughbred-B — реально работает на той же частоте 2167 МГц. Частота шины 333—400 МГц (dual-pumped).
Весной 2003 года компания выпустила первые 64-битные процессоры, полностью совместимые с процессорами x86, известные под названием Opteron и предназначавшиеся для серверов и рабочих станций; в сентябре выпущены аналогичные процессоры для персональных компьютеров — Athlon 64.
2003 год стал годом выпуска AMD K7 Thorton (Athlon XP), продолжавший традиции Duron, — экономичную модель Athlon XP на ядре Barton (искусственно отключена половина L2-кеша 256 Кбайт). Использование слова «Athlon» позволяет позиционировать Thorton как более производительную микросхему по сравнению с предыдущими Duron. Технология производства 0,130 мкм. Тактовая частота 1667—2133 МГц (2000+…2400+), частота шины 266 МГц (dual-pumped).
Представление процессора Sempron, которое должно было иметь место в середине августа, перенесено на 28 июля 2004 г. (выпуск 17 августа). Sempron 3100+ для Socket 754 ядро Paris, Sempron 2500+ (1750 МГц), 2600+ (1833 МГц), 2800+ (2000 МГц) для Socket A, ядро Barton. Модели Sempron под Socket A просуществуют до конца 2005 года, но в малобюджетных системах. Самым последним процессором Sempron под Socket A будет модель 3300+. Эти процессоры позиционируются как конкуренты Intel Celeron D. Sempron под процессорный разъём Socket A по техническим характеристикам — практически Thoroughbred с напряжением 1,6 В, единственное отличие — частота шины, увеличенная до 333 МГц (dual-pumped). Последняя модель (Sempron 3300+) полностью аналогична Barton 3200+.
В июне 2005 года выпущены двухъядерные процессоры Athlon 64 X2.
24 июля 2006 года объявлено о поглощении ATI за $5,4 млрд.
В 2007 году начато производство собственных графических чипов на базе разработок ATI.
В 2007 году появились первые четырёхъядерные процессоры AMD Phenom X4, первые конкуренты ранних Intel Core 2 Quad.
В 2009 году с переходом на новый Socket AM3 процессоры AMD обзавелись поддержкой памяти DDR3, что позволило установить на материнскую плату до 16 Гб ОЗУ.
В 2010 году 26 апреля выпущены первые шестиядерные процессоры для настольных персональных компьютеров Phenom II X6, совместимые с платформами Socket AM2+ и Socket AM3. Их бюджетная альтернатива - серия Athlon II. В 2011 году вышли процессоры на микроархитектуре Bulldozer. В 2012 году выпущены восьмиядерные процессоры FX-8xxx/9xxx на микроархитектуре Piledriver (Vishera). Они вошли в семейство процессоров AMD FX.
В 2017 году начат выпуск процессоров на 14-нм микроархитектуре Zen (бренд Ryzen, Socket AM4) с поддержкой памяти DDR4, имеющие 4—8 ядер. Позже появился бренд Ryzen Threadripper для сегмента HEDT (Socket TR4, 8-16 ядер). На базе микроархитектуры также появились серверные процессоры Epyc (до 64 ядер).
В 2018 году вышли процессоры Ryzen на микроархитектуре Zen+, имеющие 4—8 ядер, изготовленные на техпроцессе в 12 нм, отличном от Zen, что привнесло улучшенный контроллер памяти и частотный потенциал процессоров на данной архитектуре, а также Ryzen Threadripper (8—32 ядер); также выпущены процессоры Athlon 200GE, 220GE, 240GE, имеющие по 2 ядра и 4 потока, различающиеся между собой только частотой (конкурент Intel Pentium G4560 и подобным). Также процессоры с индексом «G» имели встроенное графическое ядро Vega.
В 2019 году вышли процессоры Ryzen на микроархитектуре Zen 2, имеющие 4—16 ядер, для них освоен техпроцесс в 7 нм (TSMC), отличный от Zen+, что обеспечило улучшенный контроллер памяти и частотный потенциал процессоров вкупе с увеличенной производительностью на данной архитектуре, а также Ryzen Threadripper (24—64) на новом сокете TRX4 и микроархитектуре Zen 2. Процессоры с индексом «G» по-прежнему получили встроенного графическое ядро Vega, несколько улучшенное в сравнении с предыдущей серией.
В 2020 году компания представила 4000-серию процессоров Ryzen (и их урезанные по энергопотреблению версии с приставкой «GE») на микроархитектуре Zen 2 со значительно переработанной интегрированной графической подсистемой Vega на Socket AM4.
В 2021 году компания представила 5000-серию процессоров Ryzen на микроархитектуре Zen 3 с несколько изменённой в сравнении с 4000-серией интегрированной графической подсистемой Vega на Socket AM4, которые обозначаются индексом «G» (и их урезанные по энергопотреблению версии с приставкой «GE»), а также решения без графической подсистемы. В сами процессорные ядра внесли значительные изменения, чем заметно улучшили производительность.

### Чипсеты
Компанией были выпущены следующие чипсеты:
Настольные
- ATI Radeon™ Xpress 1100 (for Intel Desktops) Socket LGA 775
- AMD 480/570/580/690[24] CrossFireX Socket AM2
- AMD 700/700S
- 7-Series
  - Discrete Chipset: 770 (for HDEnthusiasts), 790X (for Gamers), 790FX (for Ultimate Gamers)
  - Integrated Chipset: 790GX, 785G, 780V, 780G, 760G, 740G Socket AM2+
- 8-Series Chipset: 890FX, 890GX, 880G, 870 Socket AM3
- 9-Series Chipset (с поддержкой 8-ядерных процессоров, AMD OverDrive и FX): 990FX, 990X, 980G, 970 Socket AM3+
- X399 X370 B350 A320 XBA300-Series Chipset AMD : CrossFireX/SLI Socket AM4/Socket TR4
- X470 B450 XBA400-Series Chipset AMD : CrossFireX/SLI Socket AM4/Socket TR4
- TRX40 X570 B550 A520 XBA500-Series Chipset AMD : CrossFireX/SLI Socket AM4/Socket sTRX4
- WRX80: Socket sWRX8
- X670, X670E, B650, B650E, A620: Socket AM5
- X870, X870E, B850, B850E, B840: Socket AM5

для платформы Fusion (Fusion controller hubs, FCH):
- AMD A45, A50M, A55T, A60M, A68M, A70M, A75 (Socket FM1), A55, A75, A85X (Socket FM2)

Для встраиваемых систем
- AMD M690T/M690E / SB600
- AMD 780E / SB710
- AMD 785E / SB 8X0
- AMD SR5690 / SP5100

Для ноутбуков
- AMD M780G
- AMD M880G

## Руководство

### Совет директоров[2]
- Джон Э. Колдуэлл[англ.] — председатель совета директоров, бывший президент и генеральный директор (CEO) компаний SMTC Corporation[англ.] и CAE Inc.[англ.]
- Лиза Су — президент и генеральный директор (CEO) AMD с 2014 года.
- Нора Дензел (Nora M. Denzel) — бывший временный генеральный директор Outerwall[англ.] Inc. (2015), бывший топ-менеджер компании Intuit[укр.] Inc (2008—2012).
- Марк Дуркан[англ.] — бывший генеральный директор (CEO) корпорации Micron Technology, Inc. (2012—2017).
- Майкл Грегуар (Michael Gregoire) — бывший председатель и генеральный директор компании CA Technologies (2013—2018).
- Джозеф Хаусхолдер (Joseph A. Householder) — бывший президент и главный операционный директор (COO) компании Sempra Energy[англ.] (2018—2020).
- Джон Маррен (John W. Marren) — старший управляющий директор инвесткомпании Temasek, бывший старший партнёр инвесткомпании TPG Capital[англ.] (2000—2015).
- Абхи Талвалкар[англ.] — бывший президент и генеральный директор (CEO) корпорации LSI Corporation[англ.] (2005—2014).

### Высший менеджмент[2]
- Лиза Су — президент и генеральный директор (CEO), с 2014 года.

Исполнительные вице-президенты, подчиняющиеся непосредственно гендиректору
- Рик Бергман[англ.] — заместитель гендиректора (исполнительный вице-президент), глава группы вычислительных и графических технологий.
- Марк Пейпермастер[англ.] — технический директор (CTO) и заместитель гендиректора, глава подразделения технологий и проектирования.

Старшие вице-президенты
- Рут Коттер (Ruth Cotter) — старший вице-президент по международному маркетингу (CMO), управлению персоналом и отношениям с инвесторами.
- Роберт Гама (Robert Gama) — старший вице-президент и глава кадровой службы[англ.] (CHRO).
- Даррен Грэсби (Darren Grasby) — старший вице-президент и директор по продажам (CSO), президент представительства в регионе EMEA.
- Девиндер Кумар (Devinder Kumar) — старший вице-президент, главный финансовый директор (CFO) и казначей.
- Харри Уолин (Harry Wolin) — старший вице-президент, главный юрисконсульт (CLO) и корпоративный секретарь.
- Джейн Рони (Jane Roney) — старший вице-президент по операционной деятельности (COO).
- Кейван Кешвари (Keivan Keshvari) — старший вице-президент по международной деятельности.
- Дэн Макнамара (Dan McNamara) — старший вице-президент и генеральный директор подразделения серверного бизнеса.
- Саид Мошкелани (Saeid Moshkelani) — старший вице-президент и генеральный директор подразделения клиентских вычислительных решений.
- Форрест Норрод (Forrest Norrod) — старший вице-президент и генеральный менеджер группы решений для дата-центров и встраиваемых систем.
- Назар Заиди (Nazar Zaidi) — старший вице-президент по разработке процессорных ядер, серверных SoC и Systems IP.
- Дэвид Ванг (David Wang) — старший вице-президент по проектированию в группе Radeon Technologies.
- Андрей Здравкович (Andrej Zdravkovic) — старший вице-президент по разработке программного обеспечения в группе Radeon Technologies.
- Спенсер Пэн (Spencer Pan) — старший вице-президент и по продажам в Большом Китае, президент представительства в регионе Большой Китай.

### Ключевые фигуры в истории компании
Президенты и CEO
1. Джерри Сандерс (1969—2002)
2. Гектор Руис (2002—2008)
3. Дирк Мейер[англ.] (2008—2011)[25]
4. Рори Рид[англ.] (2011—2014)
5. Лиза Су (с 2014)

## Доля на рынке

### Процессоры
Доля AMD на рынке микропроцессоров на протяжении всей её истории была значительно меньше доли Intel. По итогам 2009 года доля AMD составила около 20 % от общемирового производства. По итогам третьего квартала 2013 года она составила 19,3 %.
В начале 2019 года в Нидерландах, Японии, Германии AMD впервые удалось обогнать Intel по продажам. Во 2-м квартале 2019 года AMD вышла на первое место на рынке процессоров (включая объёмы процессоров для игровых приставок).
Продукция производителя всегда отличалась привлекательным соотношением производительность/цена при достаточно демократичной розничной стоимости, в результате в период кризиса компания уверенно удерживала свою долю рынка.

### Графические процессоры
По результатам 2-го квартала 2010 года доля AMD на рынке дискретных видеокарт составила 51 %, против 49 % у ближайшего конкурента — Nvidia, которая впервые уступила первенство на этом рынке. По данным Mercury Research, в указанный период Advanced Micro Devices заняла 51,1 % рынка по объёму поставок, тогда как Nvidia — 48,8 %.
Доля на рынке встроенной графики AMD также выросла, составив 24,5 %, против 19,8 % у Nvidia и 54,3 % у Intel.
AMD Radeon E6760 стал первым GPU для встраиваемых систем с поддержкой OpenCL и 6 дисплеев.
Компания AMD известна не только в качестве одного из ведущих мировых производителей дискретных и интегрированных GPU с различной функциональностью, но и как разработчик специфических решений, предназначенных для рынка встраиваемых систем. Последним достижением AMD на этом поприще стал официальный дебют дискретного графического процессора Radeon E6760, являющегося в некоторых отношениях уникальным продуктом подобного рода.
Уникальность AMD Radeon E6760 заключается в том, что он стал первым GPU в своей категории, способным предложить разработчикам встраиваемых систем сочетание поддержки технологии OpenCL и возможности работать с шестью независимыми дисплеями. Кроме того, функциональность данного графического решения включает в себя поддержку набора программных библиотек DirectX 11 и технологии Eyefinity (благодаря которой и реализуется подключение нескольких дисплеев), а также современных интерфейсов HDMI 1.4 и DisplayPort 1.2.
К своему 50-летию в апреле 2019 года компания сообщила, что планирует выпустить специальную версию 3D-видеокарты Sapphire AMD 50th Anniversary Edition Nitro+ Radeon RX 590 8GB.
29 октября 2020 года AMD представил новое поколение видеокарт Radeon RX 6000-й серии на архитектуре RDNA 2, использующейся в том числе в консолях следующего поколения PlayStation 5 и Xbox Series X. Было представлено три видеокарты: Radeon RX 6800, RX 6800 XT и RX 6900 XT.
3 ноября 2022 года анонсирована, и 13 декабря представлена серия RX 7000 на основе архитектуре RDNA 3, первыми из которых стали RX 7900 XT и RX 7900 XTX.

## Программное обеспечение
AMD участвует в развитии программного обеспечения, оптимизируя его под свои платформы.
- Совместная с Sun Microsystems работа над улучшением производительности OpenSolaris и Sun xVM на процессорах AMD[32].
- Поддержка компилятора Open64[33].
- AMD Performance Library и AMD Core Math Library.
- Оптимизация процессоров семейства AMD Fusion под OpenCL совместно с Multicoreware[34].
- Разрабатывает графические драйверы для открытой ОС Linux[35].
- Разработала современный графический API Mantle и участвует в разработке API Vulkan[36].

## Судебные разбирательства с Intel
В 2000 году AMD подала антимонопольный иск против Intel, обвиняя её в злоупотреблении своим лидирующим положением. Intel была признана виновной в двух разбирательствах в Японии. В мае 2009 года Европейская комиссия вынесла обвинительный приговор и наложила на Intel рекордный штраф в 1,25 млрд долларов. Еврокомиссией было выявлено, что Intel в период с 2002 по 2007 год заставляла производителей компьютеров отказываться от продукции AMD, делала скидки таким компаниям как Acer, Dell, HP, Lenovo, NEC. В докладе было сказано, что «Intel наносила вред европейским потребителям». AMD и GlobalFoundries поддержали данное решение. Вскоре Intel подала апелляцию, одновременно выплеснув в СМИ информацию, будто производители ПК отдавали предпочтение изделиям Intel из-за их более высокого качества. Так как дело стало публичным, Европейская комиссия раскрыла доказательства. Появился пресс-релиз, в котором были представлены фрагменты переписки руководства Intel и вышеназванных компаний. В этой переписке совершенно ясно говорилось, что долю AMD на рынке процессоров нужно сократить до 5 и даже 0 %, за что Intel предоставляла этим компаниям различные бонусы.
В итоге в октябре 2009 года большинство разногласий удалось уладить. Intel обязалась выплатить AMD $1,25 млрд и впредь не злоупотреблять своим монопольным положением. AMD же обязалась отозвать все судебные иски против Intel по всему миру.

## Запрет на поставки в Китай
31 августа 2022 года, по сообщению Reuters, компания Advanced Micro Devices Inc (AMD) заявила, что официальные лица США приказали ей прекратить экспорт в Китай своего основного чипа для искусственного интеллекта. Компания заявила, что новые лицензионные требования не позволяют поставлять чипы модели MI250, но не затрагивают модель MI100 и что новые правила окажут существенное влияние на её бизнес.